# Microsoft Office 2019
Microsoft Office 2019 (Bản phát hành vĩnh viễn thứ hai của Office 16) là một phiên bản của Microsoft Office cho cả Windows và Mac. Nó thay thế Office 2016 và được thay thế bởi Office 2021 vào ngày 5 tháng 10 năm 2021. Nó được công bố vào ngày 27 tháng 4 năm 2018 cho Windows 10 và ngày 12 tháng 6 năm 2018 cho macOS, và ra mắt vào ngày 24 tháng 9 năm 2018. Một số tính năng trước đây đã bị hạn chế cho người đăng kí Office 365 có sẵn trong bản phát hành này. Office 2019 vẫn giữ nguyên phiên bản chính 16 như Office 2016 tiền nhiệm, do đó đây là bản phát hành vĩnh viễn thứ hai của Office 16. Microsoft có kế hoạch kết thúc hỗ trợ cho Office 2019 vào ngày 10 tháng 10 năm 2023. Không giống như các phiên bản khác của Microsoft Office, Office 2019 sẽ chỉ nhận được hai năm hỗ trợ mở rộng, có nghĩa là hỗ trợ cho Office 2019 sẽ kết thúc cùng ngày với hỗ trợ cho Office 2016 và Windows 10 sẽ vào ngày 14 tháng 10 năm 2025.

## Lịch sử
Vào ngày 27 tháng 4 năm 2018, Microsoft đã phát hành Office 2019 Commercial Preview cho Windows 10. Vào ngày 12 tháng 6 năm 2018, Microsoft đã phát hành bản xem trước cho macOS.

## Tính năng mới
Office 2019 bao gồm nhiều tính năng đã được xuất bản trước đây qua Office 365, cùng với tính năng inking cải tiến, hỗ trợ LaTeX trong Word, các tính năng hoạt ảnh mới trong PowerPoint bao gồm các tính năng biến hình và thu phóng, và các công thức và biểu đồ mới trong Excel để phân tích dữ liệu.
OneNote không có mặt trong bộ này như là phiên bản Nền tảng Windows chung (UMP) của OneNote đi kèm với Windows 10 thay thế nó. OneNote 2016 có thể được cài đặt như một tính năng tùy chọn trên Trình cài đặt Office.
Đối với người dùng Mac, Chế độ lấy nét sẽ được đưa sang Word, bản đồ 2D sẽ được đưa sang Excel và chuyển đổi Morph mới, hỗ trợ SVG và xuất video 4K sẽ đến với PowerPoint, ngoài ra còn có nhiều tính năng khác.
Mặc dù được phát hành trong cùng tháng, giao diện người dùng Office mới trong Word, Excel, PowerPoint và Outlook chỉ khả dụng cho người đăng ký Office 365, không phải giấy phép Office 2019 vĩnh viễn.

## Phát triển
Office 2019 yêu cầu Windows 10, Windows Server 2019 hoặc macOS Monterey và cao hơn. Trình cài đặt cho macOS có thể được mua từ trang web của Microsoft hoặc từ Mac App Store. Về Office 2013 và 2016, các phiên bản khác nhau có chứa các ứng dụng máy khách có sẵn trong cả hai Click-To-Run (lấy cảm hứng từ Microsoft App-V) và đinh dạng trình cài đặt Windows Installer truyền thống. Về Office 2019, các ứng dụng máy khách chỉ có trình cài đặt Click-to-Run và chỉ các ứng dụng máy chủ mới có trình cài đặt MSI truyền thống. Phiên bản Click-To-Run có yêu cầu nhỏ hơn; trong trường hợp Microsoft Office 2019 Pro Plus, sản phẩm yêu cầu dung lượng có sẵn ít hơn 10 GB so với phiên bản MSI của Office 2016 Pro Plus.
Office 2019 sẽ nhận được năm năm hỗ trợ chính, nhưng không giống như Office 2016, nhận được năm năm hỗ trợ mở rộng, Office 2019 chỉ nhận hai năm. Hỗ trợ chính kết thúc vào ngày 10 tháng 10 năm 2023, trong khi hỗ trợ mở rộng kết thúc vào ngày 14 tháng 10 năm 2025.